# Helictopleurus perrieri
Helictopleurus perrieri är en skalbaggsart som beskrevs av Leon Fairmaire 1898. Helictopleurus perrieri ingår i släktet Helictopleurus och familjen bladhorningar. Inga underarter finns listade i Catalogue of Life.